# La Cicatrice intérieure
La Cicatrice intérieure (česky Vnitřní jizva) je francouzské filmové drama režiséra Philippe Garrela, který si ve filmu po boku Nico zahrál rovněž jednu z hlavních rolí. Hlavní roli hraje Nico, která je rovněž autorkou hudby k filmu (písně z jejího alba Desertshore). Dítě, které ve filmu hraje (Ari) je jejím synem. Natáčen byl v různých lokalitách po celém světě, jako je Island, Spojené státy americké a Egypt.

## Obsazení
| Nico               | žena    |
| Philippe Garrel    | muž     |
| Ari Boulogne       | dítě    |
| Daniel Pommereulle | Sheperd |
| Pierre Clémenti    | jezdec  |
| Balthazar Clémenti |         |
| Jean-Pierre Kalfon |         |